# 時永淑
時永 淑（ときなが ふかし、1922年2月9日 - 1990年4月26日）は、日本の経済学者。元法政大学教授。古典派経済学、マルクス経済学を研究。
岡山県赤磐郡赤坂町（現・赤磐市）出身。1951年東京大学経済学部卒業。1952年法政大学経済学部助手、1955年助教授、1963年教授、1975年経済学部長となる。1990年、急性腎不全のため逝去。

## 著書
- 『経済学史』（上・下、法政大学出版局、1968年）
- 『古典派経済学と「資本論」』（法政大学出版局、1982年）
- 『経済学の考え方－原論体系の史的生成と展開をめぐって』（法政大学出版局、1987年）
- 『古典派経済学研究』（雄松堂、1987年）
- 『「資本論」における「転化問題」』（御茶の水書房、1981年）

## 訳書
- 『資本論体系成立史』（シュバルツヴィンフリート著、法政大学出版局、1986年）
- 『カール・カウツキー』（ゲアリ・スティーンソン著、法政大学出版局、1990年）
- 『社会主義とドイツ社会民主党』（ハンス＝ヨーゼフ・シュタインベルク著、御茶の水書房、1983年）
- 『経済学入門』（ローザ・ルクセンブルク、岩波書店、1978年）